# Sören
 Denne artikel omhandler fornavnet. For den tyske kommune, se Sören (Holstein).
Sören er et tysk og svensk mandligt fornavn. Det er en alternativ stavemåde af Søren. I 2022 var der 25 mænd med navnet i Danmark.

## Personer med navnet
- Sören Åkeby - svensk foldboldspiller
- Sören Olsson - svensk forfatter